# Кофель-планка

Кофель-планка с установленными в неё кофель-нагелями

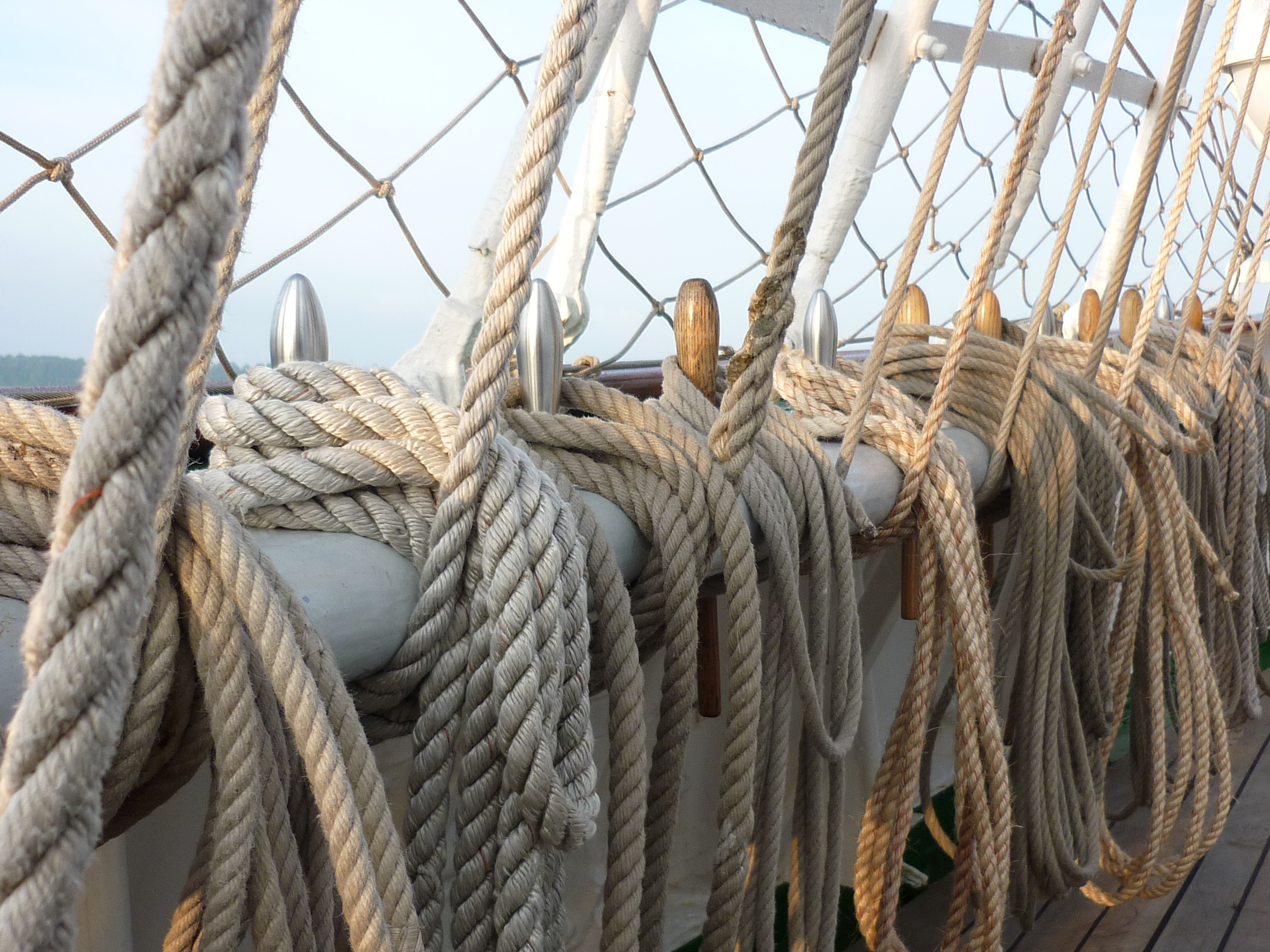
Кофель-планка бригантины «Грайф». На металлических кофель-нагелях прикреплены гитовы, на деревянных — гордени. Из-за разницы температуры нагелей (металл кажется холоднее) даже в темноте есть возможность быстро находить нужные нагеля

Ко́фель-пла́нка (ко́фель-на́гельная пла́нка, на́гельная пла́нка) — деревянный или металлический брус с гнёздами для кофель-нагелей, укреплённый горизонтально на палубе у мачт или с внутренней стороны фальшборта под нижними вантами.
В опорах (битенгах) кофель-планки устанавливались шкивы для проводки снастей бегучего такелажа.